# شتولبرگ (ناحیه)
شتولبرگ (به آلمانی: Landkreis Stollberg) یک ناحیه در آلمان است که در زاکسن واقع شده‌است. شتولبرگ ۹۳٬۰۴۱ نفر جمعیت دارد.